# 레이디 타티아나 마운트배튼
레이디 타티아나 헬렌 조지아 드루(Lady Tatiana Helen Georgia Dru, 1990년 4월 16일 ~ )는 영국의 승마 선수이다. 제4대 밀퍼드헤이븐 후작 조지 마운트배튼과 사라 조지나 워커 사이에서 태어났다.